# Veliki komet iz leta 1744
Véliki komet iz leta 1744 (uradna oznaka C/1743 X1, znan je tudi kot Komet de Chéseaux ali Komet Klinkenberg-Chéseaux ali Komet Klinkenberg) je komet, ki sta ga neodvisno odkrila Jan de Munck proti koncu novembra 1743 in v decembru istega leta še Dirk Klinkenberg, štirinajst dni pozneje pa še Jean-Philippe Loys de Chéseaux.
V letu 1744 je postal viden tudi s prostim očesom. Kazal je nenavadne pojeve na nebu. Njegova absolutna magnituda z vrednostjo 0,5 je bila šesta največja v znani zgodovini . Navidezna magnituda je dosegla vrednost -7, kar ga uvršča med Velike komete. Komet je znan po tem, da je razvil šest repov po prehodu prisončja.

## Odkritje
Komet je prvi odkril 29. novembra 1743 astronom Jan de Munck v nizozemskem mestu Middelburg. Neodvisno od njega sta ga opazovala še Dirk Klinkenberg v mestu Haarlem na Nizozemskem in Jean-Philippe Loys de Chéseaux (1718–1751) na observatoriju v mestu Lausanne v Švici. Chéseaux ga je opisal kot zvezdo s tretjo magnitudo, repa pa ni omenjal. Koma je bila velika 5 kotnih minut.
Komet je pridobival na svetlosti, ko se je približeval prisončju. 18. februarja 1744 je bil svetel kot Venera (navidezna magnituda -4,6), kazal pa je dva repa.

## V prisončju
Komet je dosegel prisončje 1. marca 1744, ki je bil 0,22 a.e. od Sonca. V tem času se ga je dalo opazovati tudi podnevi s prostim očesom. Ko se je pričel oddaljevati prisončju, je razvil nenavaden rep, ki se je raztezal nad obzorjem, jedro kometa pa je bilo nevidno zaradi jutranje svetlobe. V začetku marca 1744 je Chéseaux poročal, da je pri kometu opazil nanavaden pojav. Komet je kazal pahljačo šestih repov, ki so se raztezali nad obzorjem. Nastanek takšnega večkratnega repa je bil velika uganka za astronome precej časa. Predvidevali so, da je komet imel na površini več aktivnih izvorov, ki so bili občasno izpostavljeni Soncu, ko se je jedro kometa vrtelo. Predvidevali, da so podobni nenavadni pojavi oblike repa (brazde v repu) bili opaženi tudi pri drugih kometih (npr. Komet West, Komet McNaught).

## Druga opazovanja
Zadnji, ki je opazoval komet, je bil Chéseaux. Komet je ostal videl za opazovalce na južni polobli. Po 22. aprilu 1744 pa kometa niso več videli.
Komet so opazili tudi na Kitajskem